# Ole Christian Eidhammer
Ole Christian Eidhammer (né le 15 avril 1965 à Molde) est un ancien sauteur à ski norvégien.

## Palmarès

### Jeux olympiques
| Épreuve / Édition | Sarajevo 1984 | Calgary 1988 |
| Petit Tremplin    |               | 19e          |
| Grand Tremplin    | 18e           | 17e          |
| Par Equipes       |               | Bronze       |

### Championnats du monde
| Épreuve / Édition | Engelberg 1984 | Oberstdorf 1987 |
| Petit Tremplin    |                | 37e             |
| Grand Tremplin    |                | 26e             |
| Par Equipes       | 6e             | Argent          |

### Coupe du monde
- Meilleur classement final: 14e en 1988.
- Meilleur résultat: 3e.